# LGV Ouest algérienne
La LGV Ouest algérienne est un projet de ligne à grande vitesse, s'étendant sur 132 km dont 5 km dans la wilaya d'Oran, 72 km dans celle de Sidi Bel Abbès et 44 km dans celle de Tlemcen. Elle relie Oued Tlelat, située dans la wilaya d'Oran, à Maghnia dans la wilaya de Tlemcen, en passant par Sidi Bel Abbès, en Algérie.

## Histoire
Les travaux de construction ont commencé en 2011 et il s'agit de la première ligne à grande vitesse du réseau ferroviaire algérien. Cette ligne constitue le premier tronçon de la future grande LGV Est-Ouest qui, une fois achevée, permettra de relier l'est à l'ouest du pays sur plus de 1 200 km en desservant 22 wilayas.
Cette ligne se distingue par ses nombreux ouvrages d'art dont le pont de l’oued Yesser, plus grand viaduc ferroviaire d’Afrique avec une longueur de 1,89 km et une hauteur de 130 mètres.
Le projet a subi d'importants retards depuis son lancement. La ligne est toujours en construction fin 2024 et ne sera pas livrée avant fin 2025 au mieux,

### Tracé et Profil

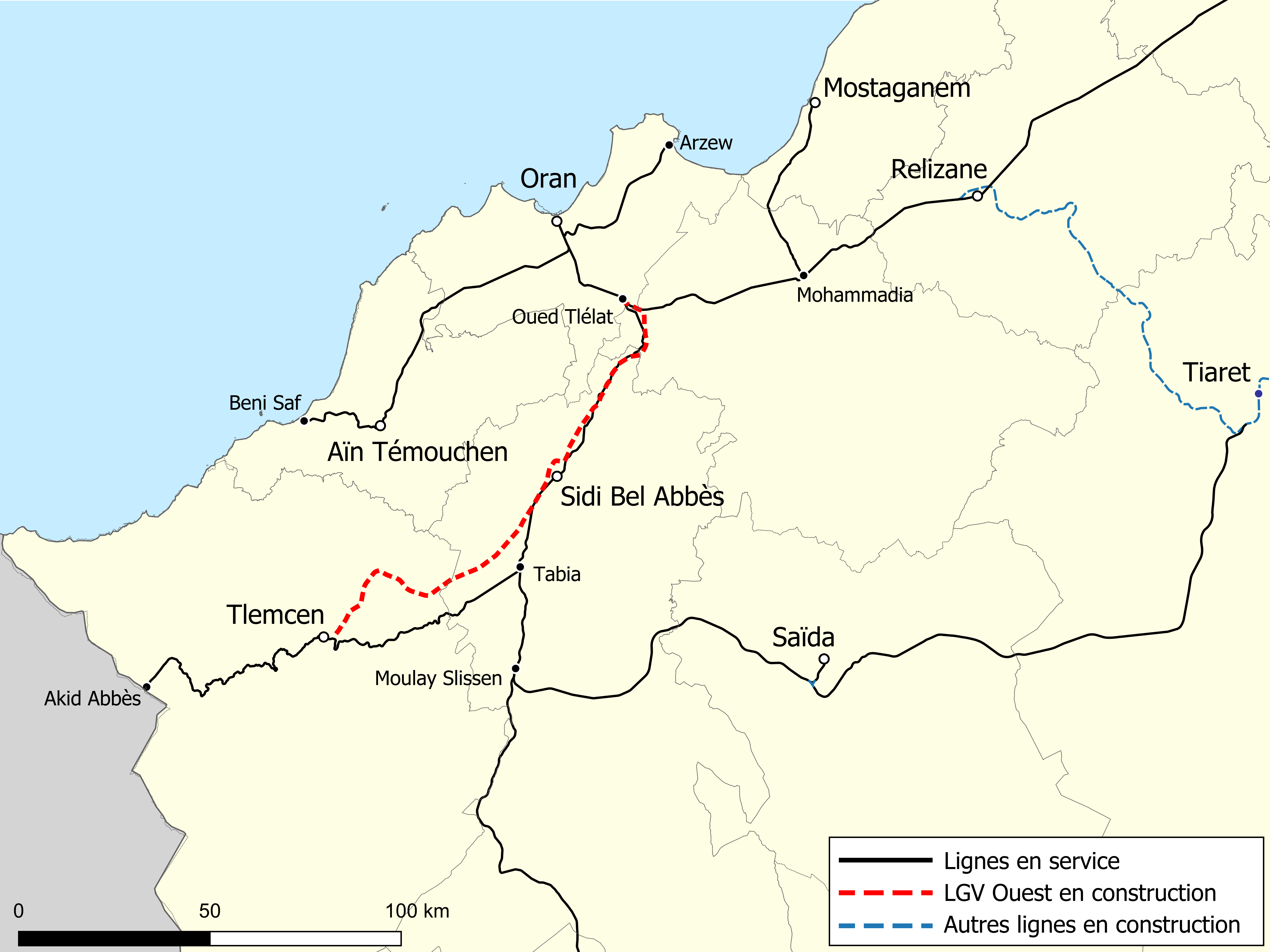
Localisation de la LGV Ouest dans le nord-ouest de l'Algérie.